# Ignacio Fontes
José Ignacio Fontes de Garnica fue un periodista español, también crítico de cómic y escritor, nacido en Lo Pagán (San Pedro del Pinatar, Región de Murcia) en 1947. Como periodista, llegó a ser director del semanario Interviú. Falleció en Madrid el 16 de enero de 2025.

## Biografía
A partir de 1974 ejerció el cargo de secretario general de Redacción de la revista Cambio 16. Colaboró también en la publicación teórica Bang! en 1971, formando parte de la segunda generación de teóricos del cómic surgida en España, junto a Mariano Ayuso, Luis Conde Martín, Jesús Cuadrado, Carlo Frabetti, Pacho Fernández Larrondo, Federico Moreno, Ludolfo Paramio y Pedro Tabernero.
En 1983 publicó sus dos primeras novelas, Rosa, rojo y negro y Casa habitada por murciélagos, obteniendo por la segunda el premio Sésamo de novela corta. También logró, al segundo intento, la beca de ayuda a la creación literaria del Ministerio de Cultura.
En 1989 se convirtió en director de la revista Interviú, semanario en el que anteriormente trabajó como redactor jefe y subdirector. Afrontó entre otras muchas demandas una por la publicación de unas fotos comprometidas de Marta Chávarri, que acabó perdiendo.
Paralelamente ha desarrollado su propia vertiente poética que se manifiesta en la recopilación Poemas 1978-1983 (1989) y en su última entrega Jardín meridional (1993).
Fue miembro de la Comisión de Garantías de Reporteros Sin Fronteras.

## Obra
- 1971 Publicación BANG
- 1975 El arte del Cómic, colectiva (Editorial Pala)
- 1975 Humor y contestación. Editorial Fundamentos.
- 1976 Comix underground USA, II. Editorial Fundamentos
- 1976 Las bases norteamericanas en España, con Eduardo Chamorro
- 1979 Comix underground USA, III. Editorial Fundamentos
- 1981 Cuentos al amor de la lumbre
- 1983 Rosa, rojo, negro, novela
- 1983 Casa habitada por murciélagos, novela.
- 1986 Poemas de ausencia
- 1989 Poemas, 1978-1983
- 1993 Jardín meridional
- 1994 Acto de amor y otros esfuerzos
- 2000 La tinta mancha. Una crítica social de la Prensa y de los periodistas,. Editorial Fundamentos (Colección: Ciencia, 245). ISBN 8424508645[1]
- 2004 El parlamento de papel, con Manuel Ángel Menéndez (Asociación de la Prensa de Madrid).